# KuCoin
KuCoin은 현재 세이셸에 본사를 둔 싱가포르 기반 글로벌 암호화폐 거래소이다. 설립자들은 2013년 말 처음 개발을 시작했으며 이후 2017년 KuCoin이 공식적으로 설립되었다. 2017년 KuCoin은 공식적으로 거래소 영업을 시작하기 위해 거래소 개발에 집중했다. 코인마켓캡에 따르면, 현재 KuCoin은 Binance, Coinbase, Kraken 다음으로 암호화폐 거래 수량 측면에서 전 세계 4위에 위치하고 있다.
포브스는 KuCoin을 2021년 최고의 암호화폐 거래소 목록에 포함시켰다. 또한, The Ascent도 같은 해에 이 거래소를 암호화폐 열정가를 위한 최고의 암호화폐 앱 목록에 포함시켰다.

## 역사
2013년 KuCoin은 두 명의 테크 덕후에 의해 시작되었으며 공동 설립자 중 한 명인 Johnny Lyu은 현재 최고경영자(CEO) 대행을 맡고 있다.  2018년 11월, KuCoin은 IDG Capital, Matrix Partners 및 Neo Global Capital로부터 2,000만 달러의 벤처 투자를 유치했다.
2020년 6월, KuCoin은 다른 암호화폐 거래소와 함께 디지털 자산을 연방 또는 주 규제 기관에 등록하지 않고 판매한 혐의로 뉴욕주에서 집단 소송을 제기했다. 2년 후 이 사건은 잊혀졌다. 2021년 11월, KuCoin은 블록체인의 새로운 하위 범주인 메타버스가 보다 빨리 성숙해지도록 1억 달러 규모의 메타버스펀드를 출시했다.
2022년 5월, KuCoin은 Circle Ventures, IDG Capital 및 Matrix Partners가 참여하며 Jump Crypto가 주도한 프리 시리즈 B 라운드에서 1억 5천만 달러를 유치했다. 이 투자에서 KuCoin은 100억 달러의 가치를 인정받았다. 2022년 8월, Poloniex 및 BTCC 등 암호화폐 거래소가 대규모로 차단되는 사건이 발생했을 당시 이에 대한 여파로 KuCoin은 한국에서 영업하는 데 필요한 등록이 부족한 탓에 차단되었다. 2022년 11월, KuCoin의 신규 사용자가 560만 명 증가했는데 그 중 상당수가 인도 사용자이다. 2022년 12월, KuCoin은 고수익 "이중 투자" 상품으로 비판을 받았다. 이로 인해 미국 상원의원 Ron Wyden(D-Ore)은 KuCoin 등 주요 거래소에 제품 관리 방법에 대한 정보를 요청하는 조문을 보냈다.
2023년 2월, KuCoin은 또 다른 암호화폐 거래소인 Huobi와 함께 플랫폼 거래자들이 제재를 받은 러시아 은행의 체크 카드를 거래에 허용했다는 비판을 받았다. KuCoin은 러시아 은행에서 발급한 카드의 입출금을 지원하지 않는다고 답했다.

## 참고 자료
- 공식 웹사이트